# 博島

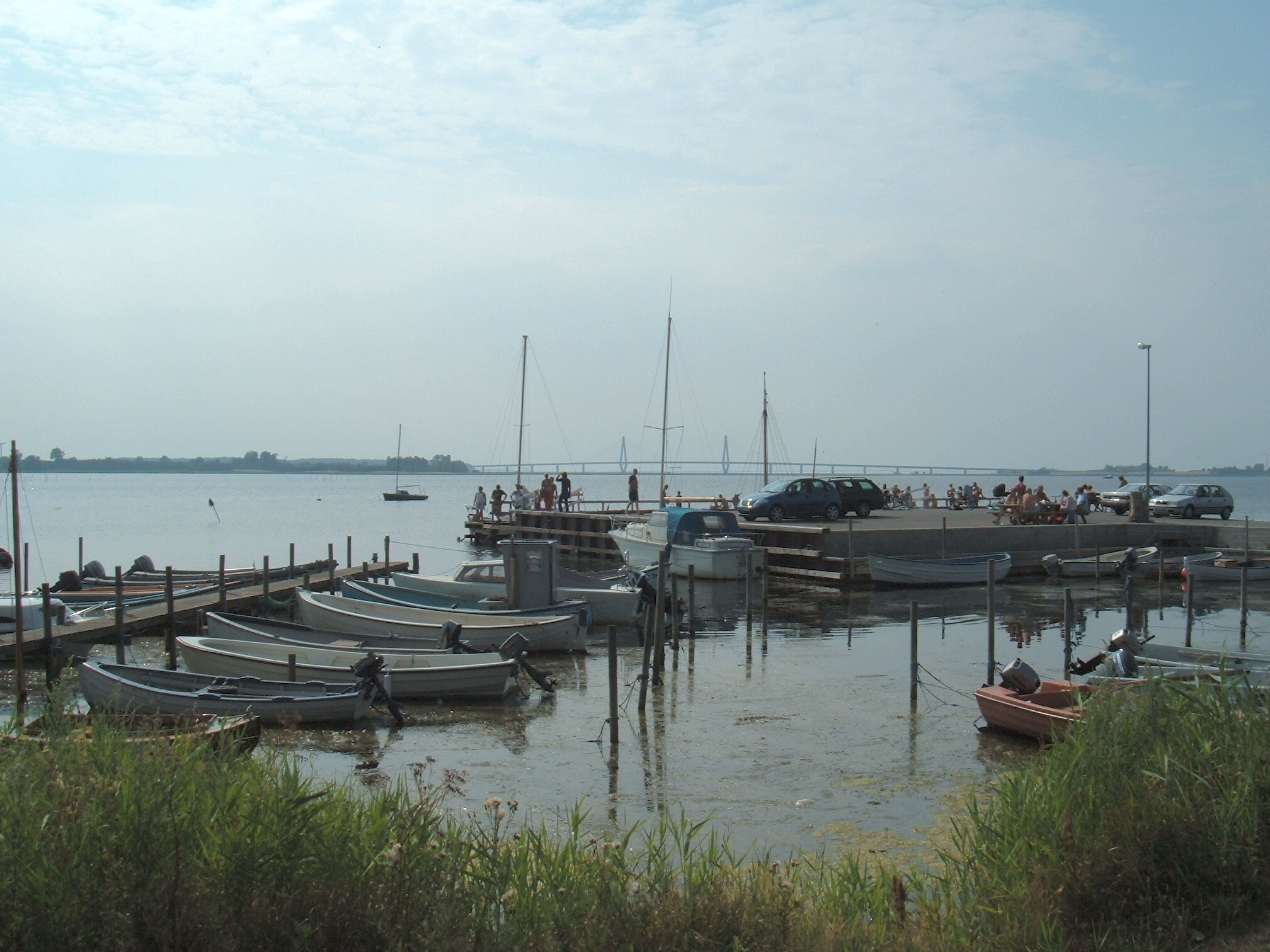

博島是丹麥的島嶼，位於法爾斯特島和西蘭島之間的斯托海峽，長7公里、寬3公里，面積13平方公里，最高點海拔高度32米，2012年人口1,105。
54°56′N 12°02′E / 54.933°N 12.033°E